# Ладиженський Юхим Бенційович
Юхим Бенційович Ладиженський (рос. Ефим Бенционович Ладыженский; івр. יפים לדיז'ינסקי; 1911, Одеса — 1982, Єрусалим) — радянський театральний художник і живописець єврейського походження.

## Життєпис
Юхим Ладиженський народився у 1911 році в Одесі, Херсонська губернія. Навчався на театральному відділенні Одеського художнього інституту (1927-1931), зокрема малюнку — у Юлія Бершадського.
Працював художником у театрах Краснодара, Ташкента, Ашгабада і Москви.
У Москві жив і працював з 1936 року.
Художній оформлювач вистав (понад 70), зокрема «Вишневий сад» Антона Чехова, «Одруження» Миколи Гоголя, постановки п'єс Олексія Арбузова, Віктора Розова та інших драматургів, ескізи декорацій і костюмів до нездійснених постановок: «Захід» Ісака Бабеля, комедії Володимира Маяковського, опера на лібрето Едуарда Багрицького «Дума про Опанаса».
З 1939 року в складі Спілки радянських художників.
Автор художніх циклів: трагічний, присвячений людям, які пережили Громадянську війну, «Бабель — Конармія», ліричний і ностальгійний «Одеса — місто мого дитинства», який включив картини «Кафе Колишній Фанконі», «Привоз», «Ресторан на бульварі Фельдмана», «Поштовх», «Засолювання скумбрії», «Наш театр горить» і багато інших, цикл, присвячений письменникові Ісаку Бабелю. Крім Бабеля Юхим Ладиженський ілюстрував Самуїла Маршака, Валентина Катаєва, Едуарда Багрицького, цикл «Каркаси», написаний у 1970-ті, оголює трагічне сприйняття художника.
1978 року Юхим Ладиженський репатріювався до Ізраїлю. Перед виїздом він знищив близько двох тисяч робіт через неможливість оплатити їхнє вивезення, а 30 картин із циклу «Бабель — Конармія» (повторених пізніше в графіці) передано Міністерству культури Радянського Союзу в обмін на дозвіл вивезти деякі твори останніх років.
За чотири роки роботи в Ізраїлі Ладиженський завершив цикли «Вічний жид», «Автопортрети» (сповнені щемливих сюрреалістичних зіставлень) та інші, створив низку окремих робіт, зокрема «Колючку» — портрет найжиттєстійкішої рослини. Його три персональні виставки були високо оцінені ізраїльськими критиками, які відзначали віртуозну майстерність і відвертість самовираження художника.
Юхим Ладиженський помер у 1982 році в Єрусалимі, наклавши на себе руки.

## Альбоми
- «Місто мого дитинства» (рос. Город моего детства; М., 1975)
- «Особистість і творчість» (рос. Личность и творчество; М., 2007)
- «Малюнок, акварель, темпера, Ізраїль» (рос. Рисунок, акварель, темпера, Израиль; 2009)